# Satz von Mazur (Schwache und starke Konvergenz)
Der Satz von Mazur (nach Stanisław Mazur) ist ein Satz aus der Funktionalanalysis, der einen Zusammenhang zwischen der schwachen und der starken Konvergenz angibt. Aus den Definitionen folgt sofort, dass jede stark konvergierende Folge auch schwach konvergiert, hingegen ist die schwache Konvergenz kein hinreichendes Kriterium für die starke Konvergenz. Der Satz von Mazur stellt nun fest, dass man aus Konvexkombinationen von Gliedern einer schwach konvergenten Folge eine stark konvergente Folge konstruieren kann.

## Formulierung des Satzes
{\displaystyle X} sei ein normierter Vektorraum und {\displaystyle (x_{n})_{n\in \mathbb {N} }} eine gegen {\displaystyle x\in X} schwach konvergente Folge. Dann existiert eine Folge {\displaystyle y_{n}} von Konvexkombinationen der {\displaystyle x_{n}} (d. h. {\displaystyle \textstyle y_{n}=\sum _{k=1}^{N_{n}}\lambda _{k,n}x_{k}} mit {\displaystyle \textstyle \sum _{k=1}^{N_{n}}\lambda _{k,n}=1,\lambda _{k,n}\geq 0}), so dass {\displaystyle y_{n}} stark (also bzgl. der Norm von {\displaystyle X}) gegen {\displaystyle x} konvergiert.

## Beweisskizze
Man benötigt zwei Resultate aus der Funktionalanalysis: (1) In lokalkonvexen topologischen Vektorräumen sind abgeschlossene und konvexe Mengen schwach abgeschlossen. (2) Außerdem ist der Norm-Abschluss konvexer Mengen wieder konvex. 
Jeder normierte Vektorraum ist ein lokalkonvexer topologischer Vektorraum.
Betrachte also die Menge aller Konvexkombinationen der {\displaystyle x_{n}} (die sog. konvexe Hülle). Deren Norm-Abschluss ist wieder konvex (2), damit ist die abgeschlossene konvexe Hülle der {\displaystyle x_{n}} schwach abgeschlossen (1). Nun ist {\displaystyle x} als schwacher Grenzwert von Elementen aus der abgeschlossenen konvexen Hülle ein Element dieser. Damit muss {\displaystyle x} Grenzwert einer Folge von Konvexkombinationen der {\displaystyle x_{n}} sein.

## Quelle
- Dirk Werner: Funktionalanalysis. 6., korrigierte Auflage, Springer-Verlag, Berlin 2007, ISBN 978-3-540-72533-6, Seite 108